# 十一面観音

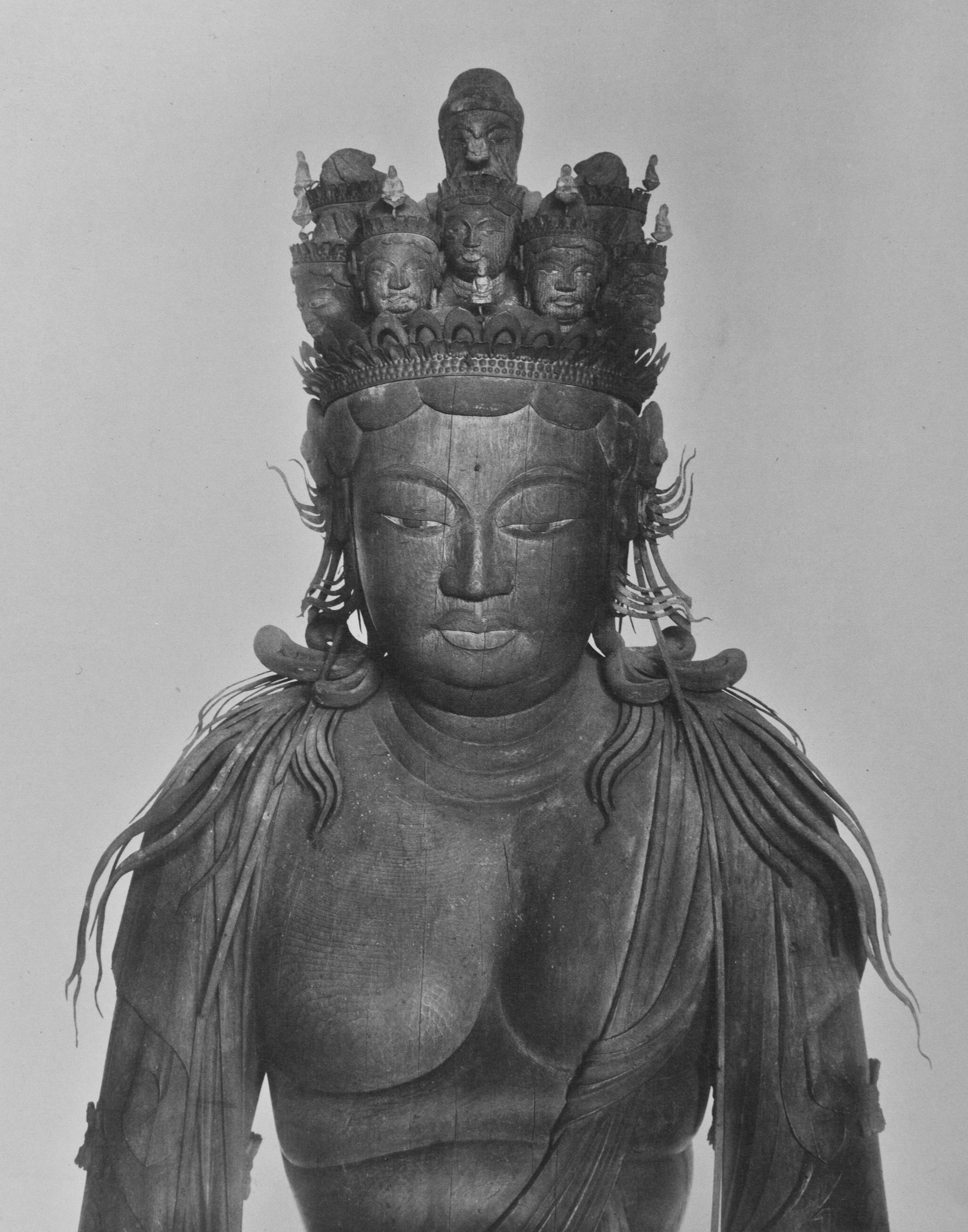
木造十一面観音立像 法華寺（平安時代、国宝）

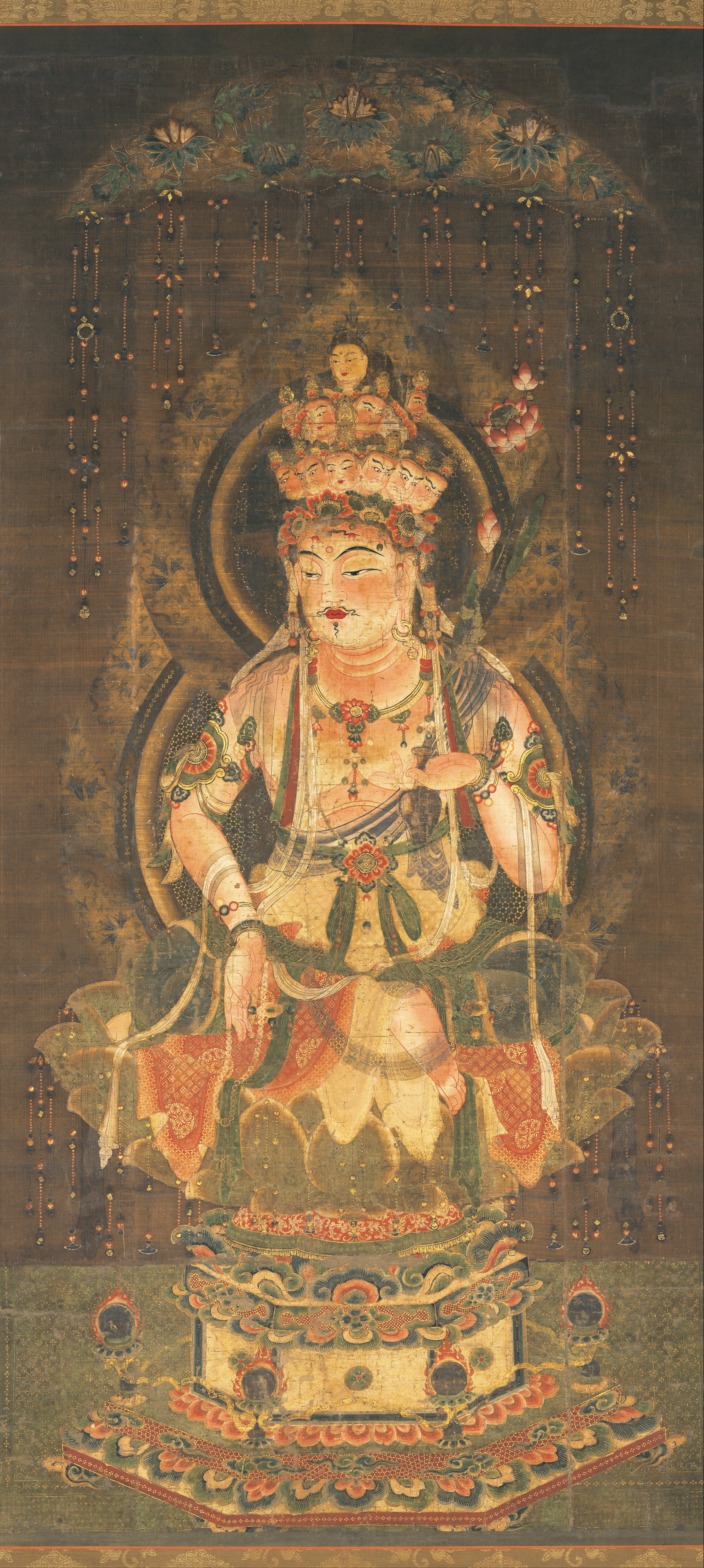
絹本著色十一面観音像 奈良国立博物館（平安時代、国宝）

十一面観音（じゅういちめんかんのん）、梵名エーカダシャムカ (एकदशमुख ekadaśamukha)は、仏教の信仰対象である菩薩の一尊。観音菩薩の変化身（へんげしん）の1つであり、六観音の1つでもある。頭部に11の顔を持つ菩薩である。梵名は「11の顔」、「11の顔を持つもの」の意。

## 概要
三昧耶形は水瓶、開蓮華。種字はキャ(क、ka)、キリーク(ह्रीः、hrīḥ)。
六観音の役割では、阿修羅道の衆生を摂化するという。
密教の尊格であり、密教経典（金剛乗経典）の十一面観自在菩薩心密言念誦儀軌経（不空訳）、仏説十一面観世音神咒経、十一面神咒心経（玄奘訳）に説かれている。
十一面観自在菩薩心密言念誦儀軌経によれば、10種類の現世での利益（十種勝利）と4種類の来世での果報（四種功徳）をもたらすと言われる。
十種勝利
- 離諸疾病（病気にかからない）
- 一切如來攝受（一切の如来に受け入れられる）
- 任運獲得金銀財寶諸穀麥等（金銀財宝や食物などに不自由しない）
- 一切怨敵不能沮壞（一切の怨敵から害を受けない）
- 國王王子在於王宮先言慰問（国王や王子が王宮で慰労してくれる）
- 不被毒藥蠱毒。寒熱等病皆不著身（毒薬や虫の毒に当たらず、悪寒や発熱等の病状がひどく出ない。）
- 一切刀杖所不能害（一切の凶器によって害を受けない）
- 水不能溺（溺死しない）
- 火不能燒（焼死しない）
- 不非命中夭（不慮の事故で死なない）

四種功德
- 臨命終時得見如來（臨終の際に如来とまみえる）
- 不生於惡趣（悪趣、すなわち地獄・餓鬼・畜生に生まれ変わらない）
- 不非命終（早死にしない）
- 從此世界得生極樂國土（今生のあとに極楽浄土に生まれ変わる）

日本語では「十一面観音菩薩」、「十一面観世音菩薩」など様々な呼び方があるが、国宝、重要文化財等の指定名称は「十一面観音」となっている。

## 歴史的由来
顔の数の由来など、起源の明確な根拠が少ない。ヒンドゥー教の影響下に7世紀ごろ成立したとされる。

## 日本での信仰

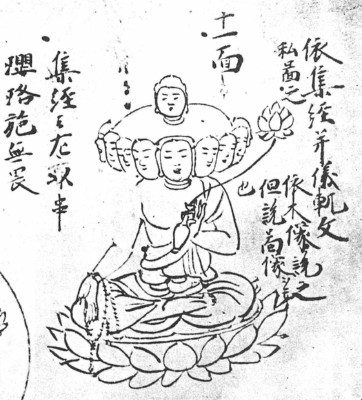
十一面観音 心覚撰『別尊雑記』(平安時代)より

密教系の尊格であるが、雑密の伝来とともに奈良時代から信仰を集め、病気治癒などの現世利益を祈願して十一面観音像が多く祀られた。観音菩薩の中では聖観音に次いで造像は多く、救済の観点からも千手観音と並んで観世音菩薩の変化身の中では人気が高かった。
伝承では、奈良時代の修験道僧である泰澄は、幼少より十一面観音を念じて苦修練行に励み、霊場として名高い白山を開山、十一面観音を本地とする妙理権現を感得した。平安時代以降、真言宗・天台宗の両教を修めた宗叡は、この妙理権現を比叡山延暦寺に遷座し、客人権現として山王七社の1つに数えられている。

## 像容
インドにおける作例は顕著なものは無い。雑密時代である初期唐代以降の中国で盛んに信仰され、日本でも数多く造像された。
通例、頭上の正面側に柔和相（3面）、左側（向かって右）に憤怒相（3面）、右側（向かって左）に白牙上出相（3面）、背面に大笑相（1面）、頭頂に仏相を表す。
日本では、奈良時代から十一面観音の造像・信仰は盛んに行われ、法隆寺金堂壁画（1949年の火災で焼損）中の十一面観音像が最古の作例と見なされる。奈良時代の作例としては他に奈良・聖林寺像（国宝。大神神社の元神宮寺の大御輪寺伝来）京都・観音寺像（国宝）、奈良・薬師寺像（重文）などがある。東大寺二月堂の本尊も十一面観音であるが、古来厳重な秘仏であるため、その像容は明らかでない。同寺の年中行事である「お水取り」は、十一面観音に罪障の懺悔をする行事（十一面悔過法要）である。
十一面観音はその深い慈悲により衆生から一切の苦しみを抜き去る功徳を施す菩薩であるとされる。多くの十一面観音像は頭部正面に阿弥陀如来の化仏（けぶつ）を頂き、頭上には仏面（究極的理想としての悟りの表情）、菩薩面（穏やかな佇まいで善良な衆生に楽を施す、慈悲の表情。慈悲面とも）、瞋怒面（しんぬめん。眉を吊り上げ口を「へ」の字に結び、邪悪な衆生を戒めて仏道へと向かわせる、憤怒の表情。忿怒面（ふんぬめん）とも）、狗牙上出面（くげじょうしゅつめん。結んだ唇の間から牙を現し、行いの浄らかな衆生を励まして仏道を勧める、讃嘆の表情。牙上出面あるいは白牙上出面とも）、大笑面（だいしょうめん。悪への怒りが極まるあまり、悪にまみれた衆生の悪行を大口を開けて笑い滅する、笑顔。暴悪大笑面とも）など、各々に複雑な表情を乗せ、右手を垂下し、左手には蓮華を生けた花瓶を持っている姿であることが多い。この像容は玄奘訳の「十一面神咒心経」に基づくものである。
「十一面神咒心経」によれば、右手は垂下して数珠を持ち、左手には紅蓮を挿した花瓶を持つこととされている。ただし、彫像の場合は右手の数珠が省略ないし亡失したものが多い。一方、真言宗豊山派総本山長谷寺本尊の十一面観音像は、左手には通常通り蓮華を生けた花瓶を持っているが、右手には大錫杖を持ち、岩の上に立っているのが最大の特徴で、豊山派の多くの寺院に安置された十一面観音像はこの像容となっているため、通常の十一面観音像と区別して「長谷寺式十一面観音」と呼ばれる。
空海によって伝えられた正純密教（真言宗）では、不空の訳経に基づく四臂像も造像されたが、日本における作例は二臂像が圧倒的に多い。

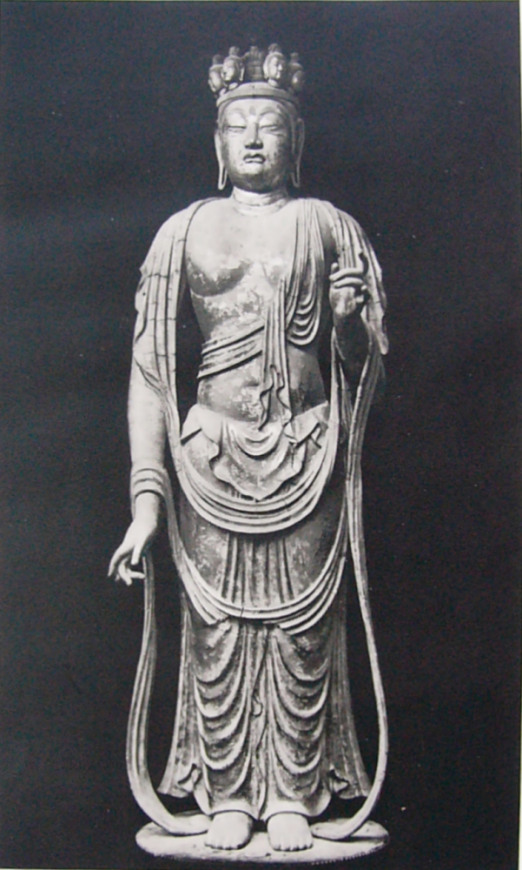
聖林寺像（奈良時代、国宝）
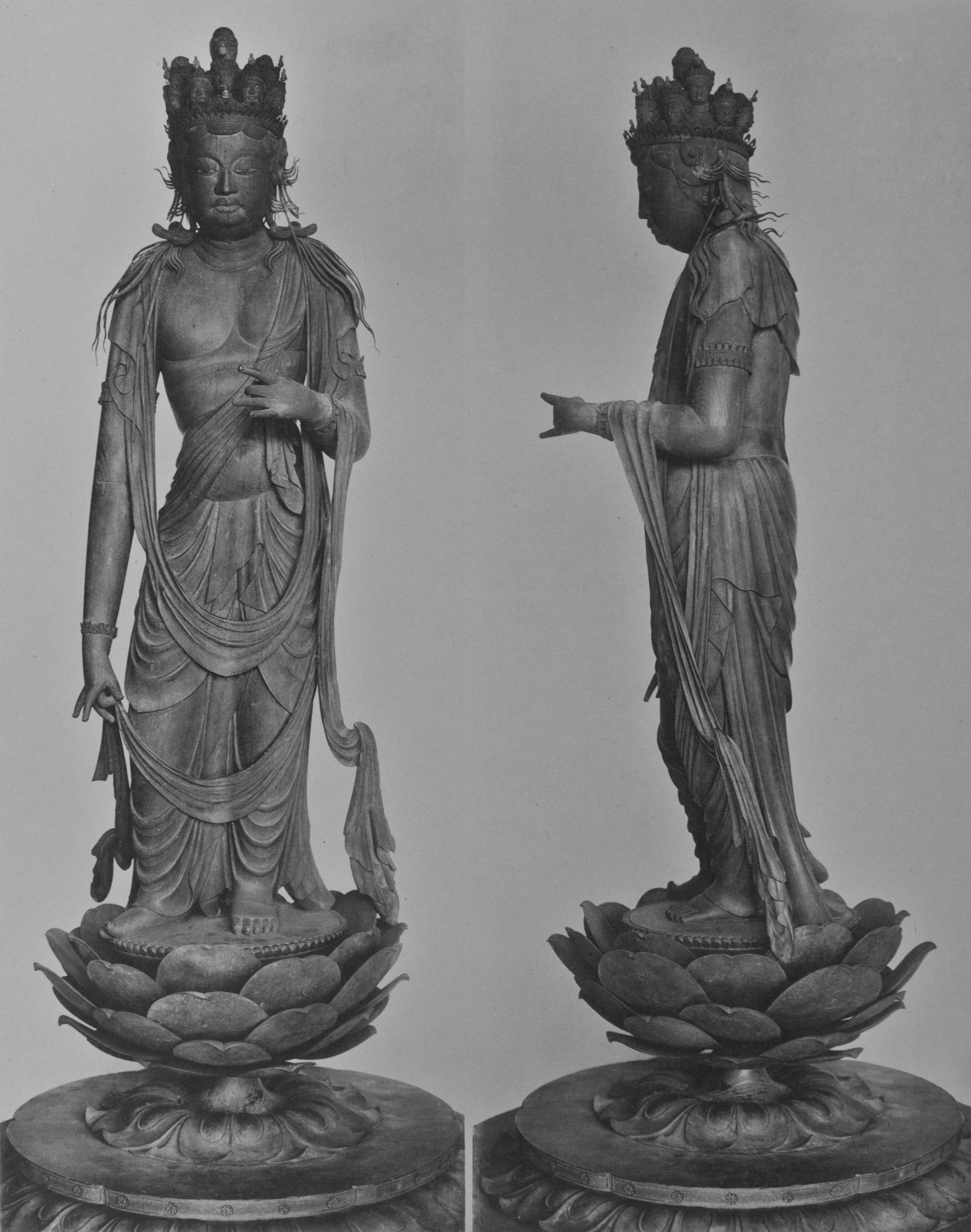
法華寺像（平安時代、国宝）
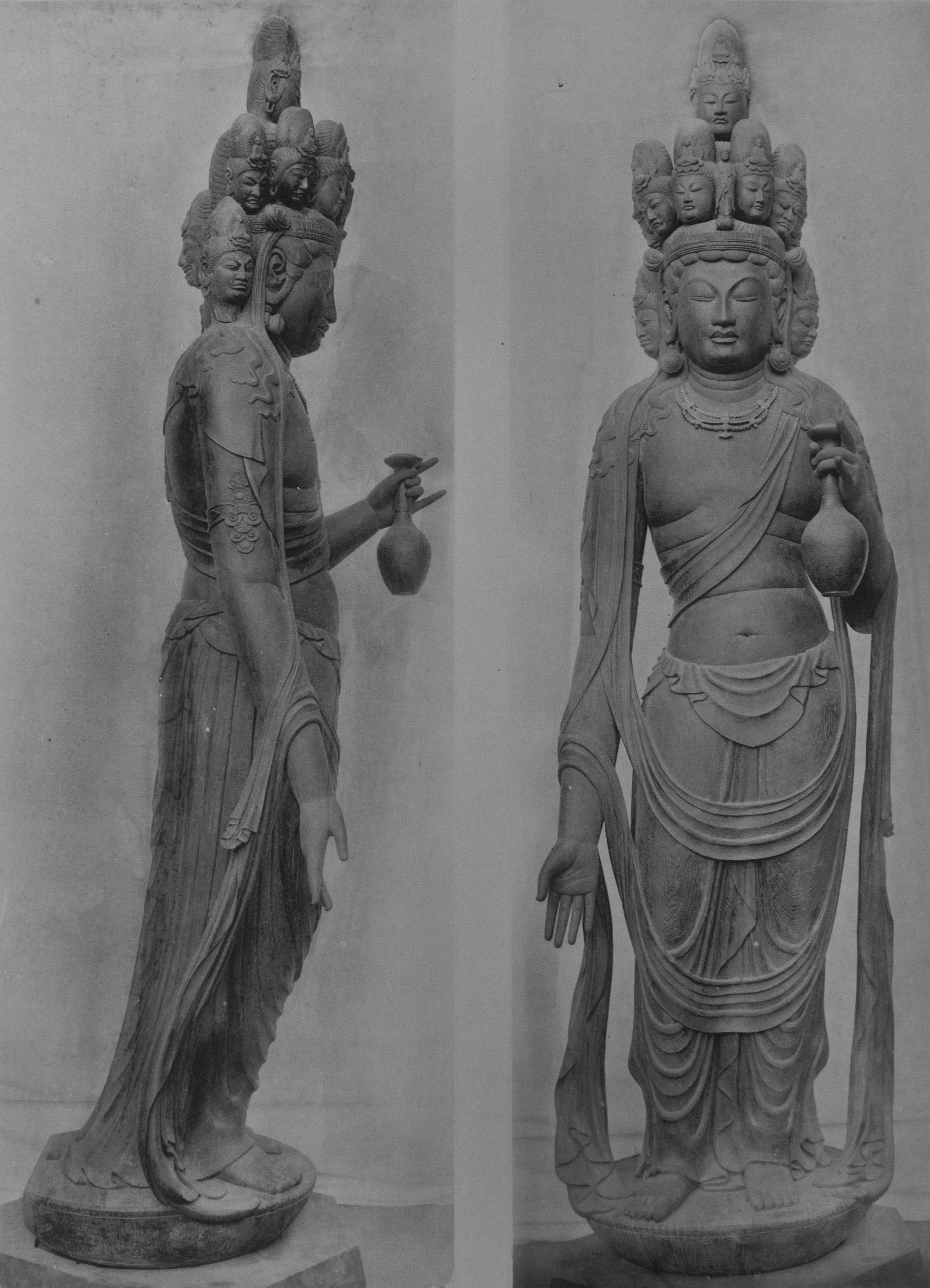
向源寺（渡岸寺）像（平安時代、国宝）
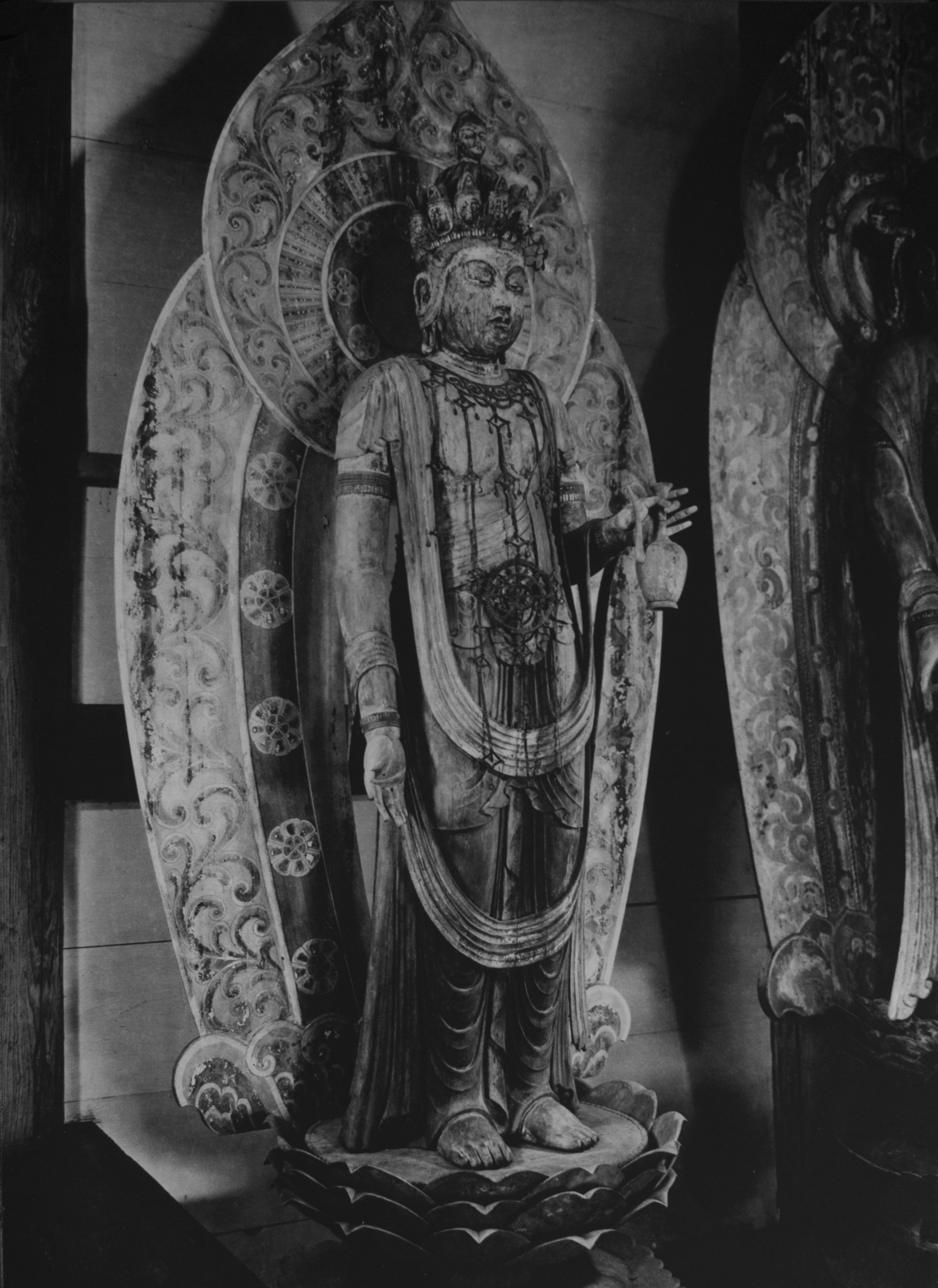
室生寺像（平安時代、国宝）
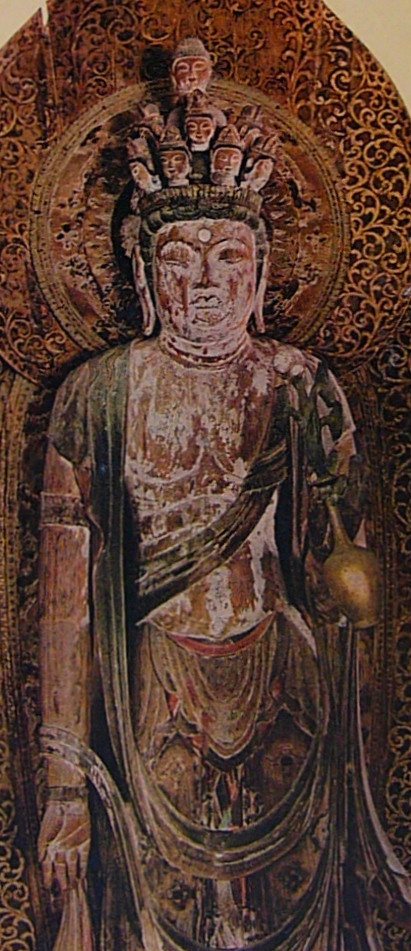
新薬師寺像（奈良国立博物館寄託）（平安時代、重要文化財）
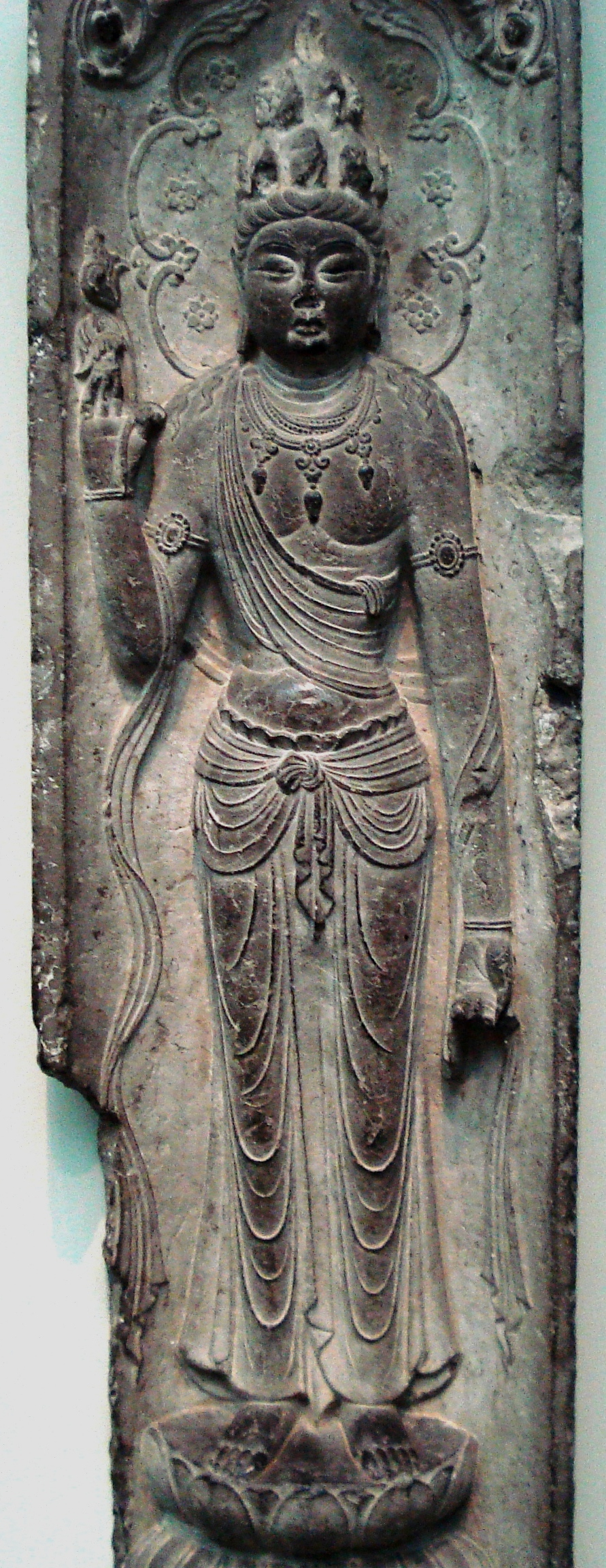
十一面観音像 唐時代 サックラー・ギャラリー
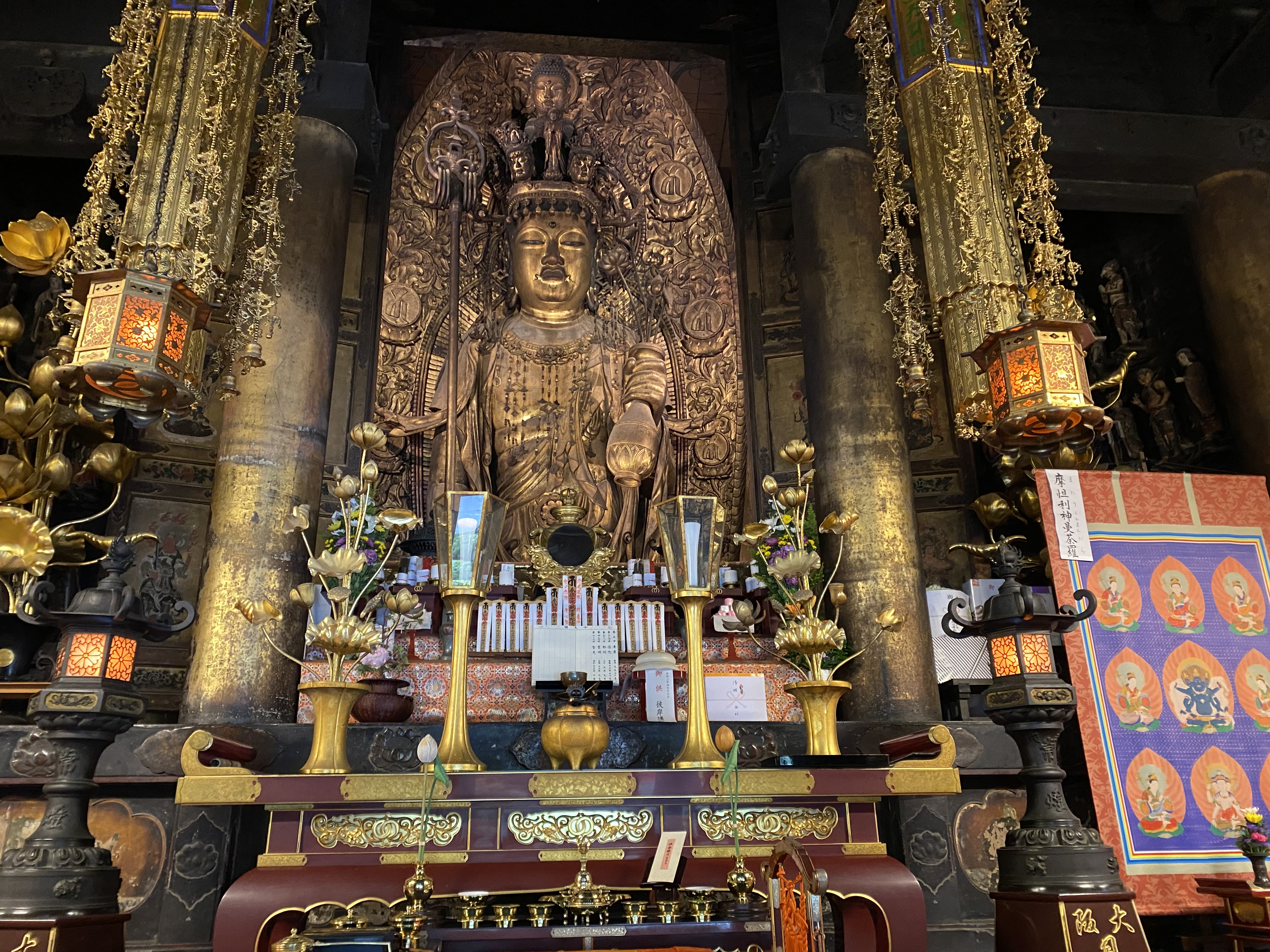
長谷寺

## 真言
Oṃ lokeśvara hrīḥ

オーン、世自在尊よ、フリーヒ（ह्रीः）。

オン　ロケイジンバラ　キリク

Oṃ mahā-kāruṇika svāhā

オーン、大悲なる御方よ、スヴァーハー。

オン　マカ　キャロニキャ　ソワカ
この真言が説かれた代表的な経典として仏説十一面観世音菩薩随願即得陀羅尼経があるが、この経典は漢訳経典大蔵経には存在しないため日本で編纂された偽経と推測される 

## 陀羅尼

### 十一面神呪
Namo ratnatrayāya

三宝に帰依します。

namo ārya-jñānasāgara-vairocana-vyūha-rājāya

聖なる智慧の海、遍く照らす荘厳なる王に帰依します。

tathāgatāya arhate samyaksaṃbuddhāya

如来、価値ある方、正しく目覚めた御方に帰依します。

namaḥ sarva tathāgatebhyaḥ arhatebhyaḥ samyaksaṃbuddhebhyaḥ

一切の如来、価値ある方、正しく目覚めた御方に帰依します。

namo āryavalokiteśvarāya bodhisattvāya mahāsattvāya mahākāruṇikāya

聖観自在菩薩、偉大な衆生（摩訶薩）、大悲なる御方に帰依します。

tadyathā: Oṃ dhara dhara dhiri dhiri dhuru dhuru itī-vāti. cale cale pracale pracale kusume kusuma. vare ili mili cili citi jāla mapanaya parama śuddha sattva mahā-kāruṇika svāhā

オン・ダラ・ダラ・ジリ・ジリ・ドロ・ドロ・イチバチ、シャレイ・シャレイ・ハラシャレイ・ハラシャレイ・クソメイ・クソマ、バレイ・イリ・ミリ・シリ・シチ・ジャラ・マハナヤ・ハラマ・シュダ・サタバ・マカキャロニキャ・ソワカ

## 日本におけるおもな作例
※作例多数あり、網羅不可能であるため、主に国宝指定像を挙げるにとどめる。
奈良時代
- 奈良・聖林寺像
- 京都・観音寺像
- 京都・大雲寺像未指定

平安時代
- 滋賀・向源寺（渡岸寺）像
- 京都・六波羅蜜寺像
- 大阪・道明寺像
- 奈良・法華寺像
- 奈良・室生寺像

絵画
- 奈良国立博物館本（平安時代）